# マッテオ・マルティーノ
マッテオ・マルティーノ（Matteo Martino, 1987年1月28日 - ）は、イタリアの男子バレーボール選手。アレッサンドリア出身。元イタリア代表。

## 来歴
父ピエル・パオロ・マルティーノは1980年代にセリエA・アスティでプレーした元バレーボール選手。地元ピエモンテのユースチームを経て、2005年にクーネオへ入団。同年11月17日にフィレンツェで行われたオールスター戦で代表デビューを飾った。2004年ユース欧州選手権、2006年ジュニア欧州選手権で3位入賞を経験、2007年ジュニア世界選手権ではベストスコアラー、ベストスパイカー、ベストレシーバーの3賞を受賞した。
2008年、日本で開催された北京オリンピック世界最終予選に出場。ベテランが再招集されたイタリア代表の中で最年少の21歳で2008年北京オリンピックに出場した。同年ミラノの廃部によりマチェラータへ移籍し、2009年にコッパ・イタリア優勝を飾った。

## 球歴
- オリンピック - 2008年（4位）
- ワールドリーグ - 2008年、2009年

## 所属クラブ
- ピエモンテ・バレー （2005-2006年）
- パッラヴォーロ・レイマ・クレーマ （2006-2007年）
- スパークリング・ミラノ （2007-2008年）
- ルーベ・マチェラータ （2008-2011年）
- モデナ・バレー（2011-2012年）
- Jastrzębski Węgiel（2012-2013年）
- ルーベ・マチェラータ（2013-2014年）
- モンペリエUC（2014年）
- Guberniya Nizhny Novgorod（2014-2015年）
- アル・アハリ（2015年）
- 広東（2016-2018年）
- Negrini CTE Acqui Terme（2022-2024年）